# Rosa Marcé
Pour les articles homonymes, voir Marcé (homonymie).
Rosa Marcé est une joueuse internationale française de rugby à XV, née le 25 mai 1979, de 1,65 m pour 72 kg, évoluant au poste de pilier au club du Stade rennais rugby.
Elle fait partie de l'équipe de France de rugby à XV féminin disputant notamment la Coupe du monde de rugby à XV féminin 2006.

## Palmarès
Rosa Marce est internationale, elle a connu une vingtaine de sélections avec l'Équipe de France de rugby à XV féminin.
- Coupe du monde : 3e place en 2006
- Tournoi des six nations féminin : Grand Chelem en 2004 et en 2005